# Hiperboloida dwupowłokowa obrotowa

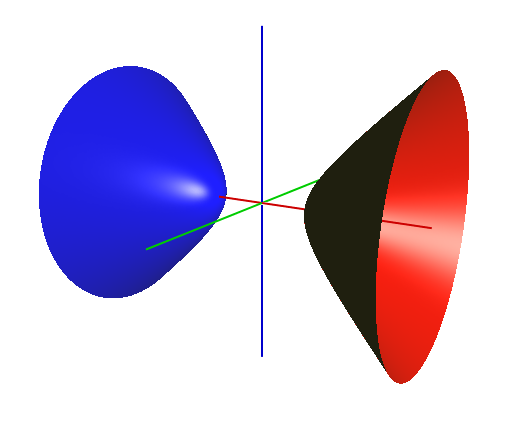
Hiperboloida dwupowłokowa obrotowa

Hiperboloida dwupowłokowa obrotowa – powierzchnia drugiego stopnia otrzymana poprzez obrót hiperboli {\displaystyle {\mathcal {H}}} wokół prostej {\displaystyle {\mathcal {M}}} przechodzącej przez ogniska hiperboli {\displaystyle {\mathcal {H}}}.
Hiperboloida dwupowłokowa obrotowa jest szczególnym przypadkiem hiperboloidy dwupowłokowej o ogólnym równaniu:
{\displaystyle {\frac {x^{2}}{a^{2}}}-{\frac {y^{2}}{b^{2}}}-{\frac {z^{2}}{c^{2}}}=1}, gdzie
{\displaystyle {\frac {x^{2}}{a^{2}}}-{\frac {z^{2}}{c^{2}}}=1} to równanie hiperboli {\displaystyle {\mathcal {H}}}.
Dla {\displaystyle b=c} powyższe równanie sprowadza się do hiperboli dwupowłokowej obrotowej. Zatem równaniem hiperboloidy dwupowłokowej obrotowej jest:
{\displaystyle {\frac {x^{2}}{a^{2}}}-{\frac {y^{2}+z^{2}}{c^{2}}}=1}.